# Michal Klec
Michal Klec (sinh 5 tháng 12 năm 1995) là một tiền vệ bóng đá Slovakia hiện tại thi đấu cho câu lạc bộ Fortuna Liga MŠK Žilina.

## Sự nghiệp
Anh ra mắt chuyên nghiệp cho MŠK Žilina trước FC Nitra ngày 2 tháng 11 năm 2013, vào sân từ ghế dự bị thay cho Jaroslav Mihálik.

## Danh hiệu

### MŠK Žilina
- Fortuna Liga: Vô địch: 2016-17